# پژووز (استان اوپوله)
پژووز (به لهستانی: Przewóz) یک منطقهٔ مسکونی در لهستان است که در گمینا چیسک واقع شده‌است. پژووز ۳۴۵ نفر جمعیت دارد.